# Hydroides bispinosus
Hydroides bispinosus är en ringmaskart som beskrevs av Bush 1910. Hydroides bispinosus ingår i släktet Hydroides och familjen Serpulidae. Inga underarter finns listade i Catalogue of Life.